# 谷川道雄
谷川 道雄（たにがわ みちお、1925年12月2日 - 2013年6月7日）は、日本の東洋史学者、京都大学名誉教授。民俗学者谷川健一、詩人谷川雁は兄。弟に日本エディタースクール創設者の吉田公彦。

## 来歴
熊本県水俣市生まれ。水俣小学校、熊本県立熊本中学校（現：熊本県立熊本高等学校）、大阪府立浪速高等学校を経て、1945年、京都帝国大学文学部史学科に進学。兵役を挟んで、1948年9月卒業。同年京都大学大学院に入学し、その旁ら京都府立亀岡高等学校、京都府立洛北高等学校で教鞭も執る。
1952年11月に名古屋大学文学部助手（主任：宇都宮清吉）。1954年6月、京都大学大学院を退学する。名古屋大学文学部助教授を経て、1972年、名古屋大学文学部教授。1973年「隋唐帝国形成史論」で京都大学より文学博士の学位を取得。
1978年11月、京都大学文学部教授（併任、1980年4月専任）、1989年3月定年退官、同年4月より龍谷大学文学部史学科教授（1997年3月まで）。1994年河合文化教育研究所主任研究員。1996年、同研究所内に内藤湖南研究会を立ち上げた。北京大学・武漢大学・北京師範大学客員教授。
2013年6月7日、腎不全のため死去。87歳没。

## 研究・論争
内藤湖南・宮崎市定・宇都宮清吉の流れを汲む京都学派の一人であり、川勝義雄と共に魏晋南北朝時代の豪族・貴族を理解する上で「豪族共同体論」を展開した。豪族論自体は宇都宮の理解を継承・発展させたものである。豪族共同体論は、支配者と民衆の対立による機械的な階級闘争史観ではなく、両者の自律的共存関係に注目した学説であった。この学説は唯物史観に立つ人物から批判され、「共同体」論争を引き起こした。
はじめ、前田直典、西嶋定生、堀敏一らと時代区分論で論争を行った。共同体論を巡っては、方法論が異なり、官僚制に主軸をおいて理解しようとする矢野主税・越智重明と激しく論戦した。ただ事実上、中世説の論理的補完は川勝義雄が行っており、矢野等の批判対象も川勝であった。なお矢野・越智は特に時代区分論争に関ること、或は論争自体に消極的であり、谷川・川勝を批判しても、特に古代説を展開することはなかった。

## 人物
水俣小学校では石牟礼弘と同級で、その妻の石牟礼道子も少し下で、谷川の家で遊んだという。
東京大学教授の溝口雄三とは、溝口の名古屋大学での修士論文の口頭試問に参加して以来親交を持った。溝口は東大中国学会を発展させて中国社会文化学会とし、全国規模の学会に拡大した。その際、シンポジウムに谷川を迎えて会員に引き込み、谷川は後に会長も務めた。
川勝義雄らと中国中世史研究会を組織して盛んに研究を行ったが、病を得て、右足を切断、義肢となった。

## 著書
- 『唐の太宗』人物往来社（第2期 中国人物叢書）1967
- 『隋唐帝国形成史論』筑摩書房 1971
- 『中国中世社会と共同体』国書刊行会 1976
- 『世界帝国の形成 後漢-隋・唐』（新書東洋史2）講談社現代新書 1977
  - 『隋唐世界帝国の形成』講談社学術文庫 2008
- 『中国中世の探求 歴史と人間』日本エディタースクール出版部 1987
- 『中国史とは私たちにとって何か 歴史との対話の記録』河合文化教育研究所 2003
- 『戦後日本から現代中国へ 中国史研究は世界の未来を語り得るか』河合ブックレット 2006

### 共編著
- 『中国民衆叛乱史』全4巻 森正夫共編 平凡社東洋文庫 1978-1983
- 『交感する中世─日本と中国』網野善彦共著 ユニテ 1988／洋泉社新書 2010
- 『戦後日本の中国史論争』河合文化教育研究所 1993
- 『内藤湖南の世界 アジア再生の思想』内藤湖南研究会編（代表）、河合文化教育研究所 2001
- 『歴史の中を人間はどう生きてきたか─私たちの場所から中国中世を見る』鶴見俊輔 編集グループSURE 2008

### 翻訳
- 王国林『土地を奪われゆく農民たち──中国農村における官民の闘い』監修 中田和宏・田村俊郎訳 河合文化教育研究所刊 河合出版販売